# スペイン貴族

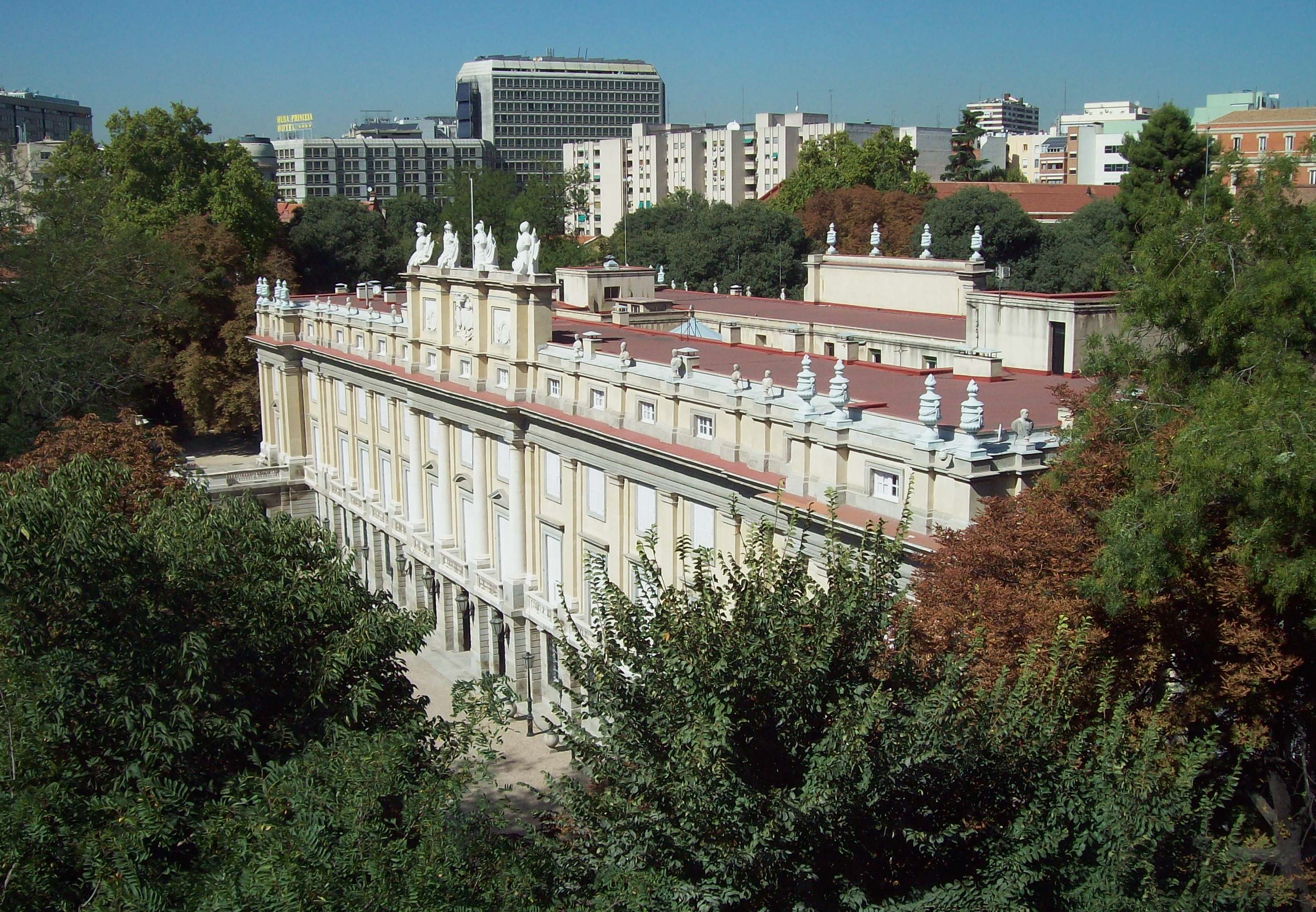
アルバ公爵家のマドリードの邸宅リリア宮殿

スペイン貴族（スペインきぞく）では、スペインの貴族について述べる。

## 歴史
スペインにおける貴族制度は711年のイスラム勢力の到達前の西ゴート王国の頃にはすでにあった。レコンキスタの時代にはカトリック王たちは戦争や政治闘争で功績を上げた一族を貴族として取り立てた。イスラム王国に対抗するアストゥリアス王国、レオン王国、ナバラ王国などから古い貴族家系が誕生した。その後は新興国のアラゴン王国やカスティーリャ王国の貴族が台頭した。
14世紀末、カスティーリャで貴族の交代が進み、「新貴族」層は免税特権を受け、それぞれの領地内で権力を握った。15世紀の主要なスペイン貴族にはグスマン家、ポンセ・デ・レオン家、オソリオ家、ララ家、フェルナンデス・デ・コルドバ家などがある。
カトリック両王のスペイン統一からスペインの近代国家化が進むと、貴族たちは徐々に政治力を失っていった。近世にも有力だったスペイン貴族としてはヴィリェナ侯爵パチェコ家、オスーナ公爵テリェス＝ヒロン家、プリエゴ侯爵コルドバ家、メディナ＝シドニア公爵グスマン家、アルバ公爵トレド家などがある。
17世紀のカスティーリャの貴族の爵位は公爵、侯爵、伯爵に限られ、この三爵位の次期候補者がまれに子爵を使った。1520年までカスティーリャの爵位貴族は35名しかいなかったが、フェリペ3世時代に20の侯爵位、25の伯爵位、フェリペ4世時代には67の侯爵位、25の伯爵位、カルロス2世時代には78の侯爵位、209の伯爵位が創設され、その後増加の一途をたどる。もともと爵位は王への貢献の見返りだったが、フェリペ4世時代以降は富裕な商人が金銭で購入したり、王室に貸した金の代償として与えられるような場合が増えた。
16世紀に顧問会議の多数を占めていた文官たちは17世紀に勢力を弱め、代わりに中央政府で爵位貴族の力が強まった。17世紀前期にはオリバーレス伯公爵がフェリペ4世の寵臣として権勢をふるった。
18世紀のボルボン朝時代になると王位継承戦争でフェリペ5世の勝利に貢献した者に爵位が与えられた。
1931年の革命で王位が廃されて第二共和政になった際に貴族制度が廃止されたことがあるが、1948年に総統フランシスコ・フランコが貴族制度を復活させ、国王による授爵と同じ規則のもとにフランコが授爵を行うようになった。王政復古後は再び国王が授爵を行っている。
正式な称号とは認められていないが、カルリスタの王位請求者も171個の貴族の称号の創設を行っている。

## スペイン貴族の格式
王室の称号プリンシペ（Príncipe）を除けば、スペイン貴族の階級には上からDuque（公爵）、Marqués（侯爵）、Conde（伯爵）、Vizconde（子爵）、 Barón（男爵）、Señor（領主）の6階級がある。2013年時点で爵位保持者は2000人程度といわれ、公爵は150人程度、侯爵は1000人程度、伯爵は900人程度であり、子爵以下は数が少ない。
スペイン貴族はグランデの格式を持つかどうかが重視される。これは国王の御前での脱帽や起立の免除などの特権を伴う。公爵は全てグランデの格式を有し、侯爵は140人程度がこの格式を有する。グランデの格式を伴う爵位保有者はExcelentísimo Señor (男性)  Excelentísima Señora (女性)の敬称で呼ばれ、グランデの格式がない爵位保有者はIlustrísimo Señor (男性) Ilustrísima Señora(女性)の敬称で呼ばれる。
伯爵以上の貴族の長男は他の称号を持たない場合には親の称号に由来する地名の子爵位を爵位の継承まで名乗ることができる。
- グランデの紋章上の冠
- 公爵の紋章上の冠
- 侯爵の紋章上の冠
- 伯爵の紋章上の冠
- 子爵の紋章上の冠
- 男爵の紋章上の冠
- 領主の紋章上の冠

## 爵位継承
貴族称号保持者が死去した場合、その相続人は1年以内に法務省に継承を請願する必要があり、もし2年以内に請願が行われなかった場合は受爵者が死亡した場所の州政府が政府広報で発表した後、他の承継人に継承の道が開かれる。爵位の継承には所定の料金がかかる。
貴族称号は放棄が可能だが、他の継承資格者の権利を害することはできず、また直接の相続人以外から継承者を指名することはできない。
現代においては爵位をもっていても法的な特権は何も得られない。近年まで残った特権として、グランデの格式を有する者は1984年まで海外渡航の際に外交旅券を取れた。しかし社会的信頼に繋がることから多くの人が高いお金を出してでも取得を希望する。

## 著名人にまつわるスペイン貴族の爵位
- アルバ公爵 - 16世紀のスペイン軍将軍フェルナンド・アルバレス・デ・トレドの爵位
- ベラグア公爵/ラ・ベガ公爵（スペイン語版） - 新大陸発見者とされるクリストファー・コロンブス（クリストバル・コロン）の子孫が持つ爵位
- バジェ・デ・オアハカ侯爵 - アステカの征服者エルナン・コルテスが叙された爵位
- サンルーカル・ラ・マヨル公爵（スペイン語版）/オリバーレス伯爵  - ガスパール・デ・グスマン（オリバーレス伯公爵）が有した爵位。
- モクテスマ・デ・トゥルテンゴ公爵（スペイン語版） - アステカ皇帝モクテスマ2世の子孫が保有する爵位
- フランコ公爵/ビリャベルデ侯爵/メイラス領主（スペイン語版） - 総統フランシスコ・フランコの子孫が持つ爵位
- スアレス公爵（スペイン語版） - 首相アドルフォ・スアレスが叙された爵位
- ダリ・デ・プブル侯爵（スペイン語版） - 画家サルバドール・ダリの爵位。一代で廃絶。

- 第3代アルバ公爵フェルナンド・アルバレス・デ・トレド
- 初代バジェ・デ・オアハカ侯爵エルナン・コルテス
- オリバーレス伯公爵ガスパール・デ・グスマン
- 初代スアレス公爵アドルフォ・スアレス
- 初代ダリ・デ・プブル侯爵（スペイン語版）サルバドール・ダリ
- 18代アルバ女公爵カイエターナ・フィツ＝ハメス・ストゥアルト
- 19代ベラグア公爵クリストバル・コロン（スペイン語版）